# 400 mètres masculin aux Jeux olympiques d'été de 2024
Pour des articles plus généraux, voir Athlétisme aux Jeux olympiques d'été de 2024 et 400 mètres aux Jeux olympiques.
Navigation
Tokyo 2020 Los Angeles 2028
L'épreuve du 400 mètres masculin aux Jeux olympiques de 2024 se déroule du 4 au 7 août 2024 au Stade de France, au nord de Paris, en France.

## Records
Avant cette compétition, les records dans cette discipline étaient les suivants : 
| Record du monde  | Wayde van Niekerk (RSA) | 43 s 03 | Rio de Janeiro | 14 août 2016 |
| Record olympique | Wayde van Niekerk (RSA) | 43 s 03 | Rio de Janeiro | 14 août 2016 |

## Programme
| Date            | Horaire | Manche       |
| --------------- | ------- | ------------ |
| Dimanche 4 août | 18 h 30 | Premier tour |
| Lundi 5 août    | 10 h 00 | Repêchage    |
| Mardi 6 août    | 19 h 00 | Demi-finale  |
| Mercredi 7 août | 18 h 30 | Finale       |

## Médaillés
| Or                | Argent                     | Bronze                 |
| Quincy Hall (USA) | Matthew Hudson-Smith (GBR) | Muzala Samukonga (ZAM) |

## Résultats

### Premier tour
Les trois premiers de chaque série se qualifient pour les démi-finales (Q), tous les autres vont en Repêchage.
| Rang | Couloir | Athlète                   | Pays            | Temps   | Notes |
| ---- | ------- | ------------------------- | --------------- | ------- | ----- |
| 1    | 6       | Matthew Hudson-Smith      | Grande-Bretagne | 44 s 78 | Q     |
| 2    | 3       | Christopher Bailey        | États-Unis      | 44 s 89 | Q     |
| 3    | 4       | Håvard Bentdal Ingvaldsen | Norvège         | 45 s 46 | Q     |
| 4    | 7       | Chidi Okezie              | Nigeria         | 45 s 52 |       |
| 5    | 2       | Kentarō Satō              | Japon           | 45 s 60 |       |
| 6    | 8       | Oleksandr Pohorilko       | Ukraine         | 45 s 71 |       |
| 7    | 5       | Deandre Watkin            | Jamaïque        | 45 s 97 |       |

| Rang | Couloir | Athlète             | Pays              | Temps   | Notes |
| ---- | ------- | ------------------- | ----------------- | ------- | ----- |
| 1    | 6       | Michael Norman      | États-Unis        | 44 s 10 | SB, Q |
| 2    | 9       | Jereem Richards     | Trinité-et-Tobago | 44 s 31 | Q     |
| 3    | 2       | Collen Kebinatshipi | Botswana          | 44 s 45 | PB, Q |
| 4    | 8       | Ammar Ibrahim       | Qatar             | 44 s 66 | PB    |
| 5    | 5       | Sean Bailey         | Jamaïque          | 44 s 68 |       |
| 6    | 4       | Attila Molnár       | Hongrie           | 45 s 24 |       |
| 7    | 7       | Anthony Zambrano    | Colombie          | 45 s 49 |       |
| 8    | 3       | Michael Joseph      | Sainte-Lucie      | 45 s 69 |       |

| Rang | Couloir | Athlète              | Pays           | Temps   | Notes |
| ---- | ------- | -------------------- | -------------- | ------- | ----- |
| 1    | 3       | Muzala Samukonga     | Zambie         | 44 s 56 | Q     |
| 2    | 2       | Bayapo Ndori         | Botswana       | 44 s 87 | Q     |
| 3    | 8       | Luca Sito            | Italie         | 44 s 99 | Q     |
| 4    | 5       | Jean Paul Bredau     | Allemagne      | 45 s 07 |       |
| 5    | 7       | Dylan Borlée         | Belgique       | 45 s 36 |       |
| 6    | 9       | Yuki Joseph Nakajima | Japon          | 45 s 37 |       |
| 7    | 6       | Lythe Pillay         | Afrique du Sud | 45 s 60 |       |
| 8    | 4       | Matěj Krsek          | Tchéquie       | 45 s 71 |       |

| Rang | Couloir | Athlète          | Pays                   | Temps   | Notes |
| ---- | ------- | ---------------- | ---------------------- | ------- | ----- |
| 1    | 7       | Quincy Hall      | États-Unis             | 44 s 28 | Q     |
| 2    | 5       | Samuel Ogazi     | Nigeria                | 44 s 50 | PB, Q |
| 3    | 6       | Reece Holder     | Australie              | 44 s 53 | PB, Q |
| 4    | 8       | Jonathan Sacoor  | Belgique               | 45 s 08 |       |
| 5    | 2       | Alexander Ogando | République dominicaine | 45 s 11 | SB    |
| 6    | 3       | Elián Larregina  | Argentine              | 45 s 80 |       |
| 7    | 4       | Steven Gardiner  | Bahamas                | DNS     |       |

| Rang | Couloir | Athlète                      | Pays           | Temps   | Notes |
| ---- | ------- | ---------------------------- | -------------- | ------- | ----- |
| 1    | 6       | Kirani James                 | Grenade        | 44 s 78 | Q     |
| 2    | 8       | Christopher Morales-Williams | Canada         | 44 s 96 | Q     |
| 3    | 9       | Aruna Dharshana              | Sri Lanka      | 44 s 99 | PB, Q |
| 4    | 4       | Zakithi Nene                 | Afrique du Sud | 45 s 01 |       |
| 5    | 7       | Leungo Scotch                | Botswana       | 45 s 28 |       |
| 6    | 3       | Lionel Spitz                 | Suisse         | 45 s 81 |       |
| 7    | 5       | Lucas Carvalho               | Brésil         | 45 s 85 |       |
| 8    | 2       | Davide Re                    | Italie         | 46 s 74 |       |

| Rang | Couloir | Athlète              | Pays            | Temps   | Notes |
| ---- | ------- | -------------------- | --------------- | ------- | ----- |
| 1    | 5       | Charles Dobson       | Grande-Bretagne | 44 s 96 | Q     |
| 2    | 7       | Alexander Doom       | Belgique        | 45 s 01 | Q     |
| 3    | 3       | Jevaughn Powell      | Jamaïque        | 45 s 12 | Q     |
| 4    | 9       | João Coelho          | Portugal        | 45 s 35 | SB    |
| 5    | 2       | Cheikh Tidiane Diouf | Sénégal         | 45 s 59 |       |
| 6    | 8       | Fuga Sato            | Japon           | 46 s 13 |       |
| 7    | 4       | Gilles Biron         | France          | 46 s 19 |       |
| 8    | 6       | Zablon Ekhal Ekwam   | Kenya           | DNF     |       |

### Repêchage
Le premier de chaque série se qualifie pour les demi-finales (Q), ainsi que les deux meilleurs temps, hors premieres places (q).
| Rang | Couloir | Athlète         | Pays      | Temps   | Notes |
| ---- | ------- | --------------- | --------- | ------- | ----- |
| 1    | 4       | Elián Larregina | Argentine | 45 s 36 | Q     |
| 2    | 8       | Gilles Biron    | France    | 45 s 87 |       |
| 3    | 3       | Lucas Carvalho  | Brésil    | 46 s 25 |       |
| 4    | 7       | Davide Re       | Italie    | DNS     |       |
| 5    | 2       | Jonathan Sacoor | Belgique  | DNS     |       |
| 6    | 6       | Fuga Sato       | Japon     | DNS     |       |
| 7    | 5       | Deandre Watkin  | Jamaïque  | DNS     |       |

| Rang | Couloir | Athlète              | Pays                   | Temps   | Notes |
| ---- | ------- | -------------------- | ---------------------- | ------- | ----- |
| 1    | 5       | Lythe Pillay         | Afrique du Sud         | 45 s 40 | Q     |
| 2    | 7       | Matěj Krsek          | Tchéquie               | 45 s 53 | PB    |
| 3    | 3       | Oleksandr Pohorilko  | Ukraine                | 45 s 59 |       |
| 4    | 6       | Michael Joseph       | Sainte-Lucie           | 45 s 64 |       |
| 5    | 4       | Chidi Okezie         | Nigeria                | 45 s 92 |       |
| 6    | 2       | Yuki Joseph Nakajima | Japon                  | DNS     |       |
| 7    | 8       | Alexander Ogando     | République dominicaine | DNS     |       |

| Rang | Couloir | Athlète          | Pays           | Temps   | Notes |
| ---- | ------- | ---------------- | -------------- | ------- | ----- |
| 1    | 4       | Zakithi Nene     | Afrique du Sud | 44 s 81 | Q     |
| 2    | 6       | Leungo Scotch    | Botswana       | 45 s 33 | q     |
| 3    | 3       | Attila Molnár    | Hongrie        | 45 s 45 |       |
| 4    | 5       | Lionel Spitz     | Suisse         | 45 s 51 |       |
| 5    | 8       | Fuga Sato        | Japon          | DNS     |       |
| 6    | 7       | Anthony Zambrano | Colombie       | DNS     |       |

| Rang | Couloir | Athlète              | Pays      | Temps   | Notes |
| ---- | ------- | -------------------- | --------- | ------- | ----- |
| 1    | 3       | Ammar Ibrahim        | Qatar     | 44 s 77 | Q     |
| 2    | 8       | Cheikh Tidiane Diouf | Sénégal   | 45 s 03 | PB, q |
| 3    | 6       | Jean Paul Bredau     | Allemagne | 45 s 40 | =PB   |
| 4    | 7       | Dylan Borlée         | Belgique  | 45 s 51 |       |
| 5    | 4       | João Coelho          | Portugal  | 45 s 64 |       |
| 6    | 5       | Sean Bailey          | Jamaïque  | DNF     |       |

### Demi-finales
Les 2 premiers de chaque série sont qualifiés directement (Q) pour la finale, ainsi que les deux meilleurs temps (q), hors places 1 et 2.
| Rang | Couloir | Athlète                   | Pays              | Temps         | Notes |
| ---- | ------- | ------------------------- | ----------------- | ------------- | ----- |
| 1    | 5       | Quincy Hall               | États-Unis        | 43 s 95       | Q     |
| 2    | 7       | Jereem Richards           | Trinité-et-Tobago | 44 s 33       | Q     |
| 3    | 4       | Collen Kebinatshipi       | Botswana          | 44 s 43       | PB    |
| 4    | 8       | Charles Dobson            | Grande-Bretagne   | 44 s 48       |       |
| 5    | 3       | Ammar Ibrahim             | Qatar             | 44 s 64       | PB    |
| 6    | 2       | Cheikh Tidiane Diouf      | Sénégal           | 44 s 94       | NR    |
| 7    | 9       | Håvard Bentdal Ingvaldsen | Norvège           | 45 s 60       |       |
| 8    | 6       | Alexander Doom            | Belgique          | 1 min 55 s 10 |       |

| Rang | Couloir | Athlète            | Pays           | Temps   | Notes    |
| ---- | ------- | ------------------ | -------------- | ------- | -------- |
| 1    | 8       | Kirani James       | Grenade        | 43 s 78 | SB Q     |
| 2    | 5       | Muzala Samukonga   | Zambie         | 43 s 81 | NR Q     |
| 3    | 6       | Christopher Bailey | États-Unis     | 44 s 31 | PB q     |
| 4    | 7       | Bayapo Ndori       | Botswana       | 44 s 43 |          |
| 5    | 9       | Luca Sito          | Italie         | 45 s 01 |          |
| 6    | 2       | Elián Larregina    | Argentine      | 45 s 02 |          |
| 7    | 3       | Lythe Pillay       | Afrique du Sud | 45 s 24 |          |
| 8    | 4       | Aruna Dharshana    | Sri Lanka      | DQ      | TR17.2.3 |

| Rang | Couloir | Athlète                      | Pays            | Temps   | Notes |
| ---- | ------- | ---------------------------- | --------------- | ------- | ----- |
| 1    | 7       | Matthew Hudson-Smith         | Grande-Bretagne | 44 s 07 | Q     |
| 2    | 6       | Michael Norman               | États-Unis      | 44 s 26 | Q     |
| 3    | 5       | Samuel Ogazi                 | Nigeria         | 44 s 41 | PB q  |
| 4    | 9       | Jevaughn Powell              | Jamaïque        | 44 s 91 |       |
| 5    | 4       | Reece Holder                 | Australie       | 44 s 94 |       |
| 6    | 3       | Zakithi Nene                 | Afrique du Sud  | 45 s 06 |       |
| 7    | 2       | Leungo Scotch                | Botswana        | 45 s 16 |       |
| 8    | 8       | Christopher Morales-Williams | Canada          | 45 s 25 |       |

### Finale
| Rang                                | Couloir | Athlète              | Pays              | Temps   | Notes |
| ----------------------------------- | ------- | -------------------- | ----------------- | ------- | ----- |
| Médaille d'or, Jeux olympiques      | 8       | Quincy Hall          | États-Unis        | 43 s 40 | PB    |
| Médaille d'argent, Jeux olympiques  | 6       | Matthew Hudson-Smith | Grande-Bretagne   | 43 s 44 | AR    |
| Médaille de bronze, Jeux olympiques | 7       | Muzala Samukonga     | Zambie            | 43 s 74 | NR    |
| 4                                   | 9       | Jereem Richards      | Trinité-et-Tobago | 43 s 78 | NR    |
| 5                                   | 5       | Kirani James         | Grenade           | 43 s 87 |       |
| 6                                   | 2       | Christopher Bailey   | États-Unis        | 44 s 58 |       |
| 7                                   | 3       | Samuel Ogazi         | Nigeria           | 44 s 73 |       |
| 8                                   | 4       | Michael Norman       | États-Unis        | 45 s 62 | C     |

## Légende
Records et Performances
- AR : Record continental (area record)
- CR : Record des championnats (championship record)
- MR : Record du meeting (meet record)
- NR : Record national (national record)
- OR : Record olympique (olympic record)
- PR : Record paralympique (paralympic record)
- PB : Record personnel (personal best)
- SB : Meilleure performance personnelle de la saison (season's best)
- WL : Meilleure performance mondiale de l'année (world leader)
- WJR : Record du monde junior (world junior record)
- WR : Record du monde (world record)

Circonstances et Conditions
- DNF : N'a pas terminé (did not finish)
- DNS : N'a pas pris le départ (did not start)
- DQ : Disqualification (disqualification)
- NM : Aucun essai valable enregistré (No Mark)
- Q : Qualifié « directement » au prochain tour (ou à la prochaine compétition), lors d'une compétition majeure, grâce au classement ou à la réalisation des minima (automatic qualifier)
- q : Qualifié au prochain tour (ou à la prochaine compétition), lors d'une compétition majeure, grâce au repêchage ou à la réalisation de l'une des meilleures performances parmi celles des « non qualifiés directement » (grâce au meilleur temps ou à la meilleure distance par exemple) (secondary qualifier)